# Gayella araucana
Gayella araucana är en stekelart som beskrevs av Willink 1956. Gayella araucana ingår i släktet Gayella och familjen Masaridae. Inga underarter finns listade i Catalogue of Life.